# Петерсон, Ян Янович
Ян Янович Петерсон (Петерс) (1889—1938) — начальник Управления РКМ по Ленинградской области, дивизионный комиссар.

## Биография
Родился в латышской семье. Получил неоконченное среднее образование. Член РСДРП(б) с 1904. В 1916 призван в царскую армию, участник Первой мировой войны. Служил в латышском стрелковом полку в должности писаря штаба полка, окончил школу прапорщиков. В 1917—1918 командир сводной роты латышских стрелков, охранявших Смольный, председатель полкового комитета 8-го полка Латышской стрелковой дивизии.
В Красной армии добровольно с февраля 1918, участник Гражданской войны. Участвовал в подавлении белогвардейского мятежа в Ярославле в июле 1918, тогда же был дважды ранен. С 1919 в органах ВЧК, в 1919—1920 начальник особого отдела 4-й стрелковой дивизии. После Гражданской войны продолжил службу на ответственных должностях в системе особых отделов. В 1921—1922 начальник особого отдела 10-й стрелковой дивизии, член коллегии Воронежской губернской чрезвычайной комиссии, инспектор ВЧК. В 1922—1931 заместитель начальника особого отдела ОГПУ Петроградского (с 1924 — Ленинградского) военного округа.
С января 1931 по октябрь 1934 начальник Управления рабоче-крестьянской милиции Ленинграда и Ленинградской области. С ноября 1934 заместитель начальника особого технического бюро (Остехбюро) НКО СССР, где занимался вопросами режима. До середины 1936 состоял в резерве РККА, в июне того же года зачислен в кадры с оставлением на работе в народном комиссариате оборонной промышленности СССР в должности заместителя начальника бюро. С июля 1937 заместитель начальника особого технического управления народного комиссариата оборонной промышленности СССР.
Проживал до своего ареста в Москве, улица Садовая-Земляной Вал, дом 23/25, квартира 14. Арестован 20 сентября 1937. Военной коллегией Верховного суда СССР 27 апреля 1938 по обвинению в шпионаже и вредительстве. Приговорён к расстрелу, приговор приведён в исполнение в день вынесения обвинительного приговора. Определением Военной коллегии от 19 мая 1956 посмертно реабилитирован.

### Звания
- дивизионный комиссар (1936).

### Награды
- орден Красного Знамени (1921);[1]
- почётное революционное оружие;
- знак «Почётный работник ВЧК-ГПУ (V)».[2]